# Manoir des Hamardières
Le manoir des Hamardières est situé sur la commune de Fondettes, dans le département d'Indre-et-Loire. 

## Localisation et situation
| - OpenStreetMap Géocalisation du manoir des Hamardières, à Fondettes. |

Le manoir des Hamardières et son domaine sont localisés dans la partie centro-méridionale de la commune de Fondettes, une ville située au sein du canton de Saint-Cyr-sur-Loire, dans l'arrondissement de Tours, département d'Indre-et-Loire, en région Centre-Val de Loire.
Le site des Hamardières, de forme quadrangulaire, est encadré par un réseau viaire qui est constitué de la rue de Château-Gaillard, au sud ; de la rue du Morier, à l'Ouest ; de la rue des Fontaines, au nord ; et de la rue des Chevallières, au nord-est et à l'est.

## Historique
Au début du XVIIIe siècle, en 1716, la demeure, ainsi que le domaine des Hamardières, site localisé au sein de la paroisse de Fondettes, était alors la propriété de l'ancien maire de Tours Nicolas Patas, un négociant appartenant à une famille issue de la province de l'Orléanais et venue s'installer en Touraine en 1625. Par ailleurs, un document d'archives religieuses datant de 1787, et intitulé Registre de visite du diocèse de Tours, fait état d'une chapelle qui se présentait comme l'une des dépendance du manoir des Hamardières.  
En 1914, l'auteur, compositeur et musicien Fernand Ochsé et sa famille s'installent au sein de la commune, aux Hamardières. Durant cette période, le manoir devient alors une résidence d'artiste. Les Ochsé resteront à Fondettes jusqu'en 1924.
Le monument fait l’objet d’une inscription au titre des monuments historiques depuis le 1er mars 1951.

## Description et architecture
Lors de sa construction, la demeure des Hamardières se présente comme étant une résidence typique de la campagne de Touraine.
Bien que ses bâtiments annexes, à vocation agricole et situés dans les parties est et ouest du domaine aient fait l'objet de quelques remaniements au cours du XIXe siècle, le corps de logis — excepté de petites modifications de son architecture d'intérieur —, ainsi que le parc qui l'entoure ont conservé leur état d'origine.
Les logements du manoir sont constitués d'un corps principal flanqué d'une ailes disposée en retour d'angle et venant partiellement encadrer la cour.
L'espace central du bâtiment principal, qui apparaît sous la forme d'une travée, est pourvu d'un avant-corps venant légèrement en saillie des deux façades qui l'entourent. Cette avancée est surmontée d'un fronton de forme triangulaire muni d'une ouverture en oculus.
Le bâtiment d'angle est, quant à lui, contigu à des communs.
Enfin, placée au sud de la cour intérieure, s'élève une chapelle de taille modeste et à plan rectangulaire.